# Monobank
monobank (укр. монобанк) — український банкінг, заснований у 2017 році. Надає фінансові послуги через мобільний застосунок без фізичних відділень. Обслуговує близько 10 млн клієнтів. 
monobank є одним із найпопулярніших фінансових застосунків в Україні, маючи високі рейтинги: 4,9 зірки в в Google Play та 4,9 зірки в App Store. 
Це спільний проєкт ІТ-команди mono та Universal Bank. 
Станом на 1 січня 2025 року, за даними Національного банку України, кількість активних карток monobank досягла 9,77 мільйона. Банк уже другий рік поспіль утримує друге місце серед українських банків за цим показником — уперше він посів цю позицію у вересні 2023 року. 
Також monobank посів третє місце серед банків України за розміром залучених вкладів. Загальна сума вкладів сягнула майже 108 млрд гривень.
У період з 2020 по 2025 рік monobank отримав низку престижних нагород, що підкреслюють його лідерські позиції у фінансовому секторі України:

## Нагороди

### 2020 рік
- Red Dot Design Award 2020[5] — monobank став переможцем престижного міжнародного конкурсу Red Dot Award у категорії Finance App. Нагороду було присуджено за видатний дизайн мобільного застосунку.
- Effie Awards Ukraine 2020[6] — проєкт отримав Гран-прі і дві золоті нагороди за маркетингову кампанію «А моно змінити банкінг на рівні країни? Mono!». Кампанію було відзначено за ефективність, інноваційність і здатність трансформувати сприйняття банківського сервісу в Україні.

### 2021 рік
- FinAwards 2021[7] — monobank отримав нагороди в таких номінаціях:
  - Народний банк
  - Найкращий мобільний застосунок
  - Найкраща кредитна картка
  - Найкращий депозит
  - Найкраща програма лояльності
  - Найкраща рекламна кампанія
- PaySpace Magazine Awards 2021[8] — перемога в чотирьох номінаціях:
  - Найкращий цифровий банк
  - Найкращий мобільний застосунок банку
  - Найкращий сервіс переказу коштів з картки на картку
  - Найкращий кредитний продукт для споживачів

### 2022 рік
- FinAwards 2022[9] — нагороди в таких номінаціях:
  - Народний банк
  - Найкращий мобільний застосунок
  - Найкраща преміальна картка
  - Найкраща кредитна картка
  - Найкращий керівник маркетингу — Анатолій Рогальський

- PaySpace Magazine Awards 2022[10] — перемога в номінаціях:
  - Найкращий цифровий банк
  - Найкращий сервіс онлайн-ідентифікації в банку

### 2023 рік
- FinAwards 2023[11] — перемога в номінаціях:
  - Найкращий цифровий банк
  - Найкраще фінтех-рішення для благодійності
  - Найкращий сервіс онлайн-ідентифікації у банках
  - Инфлюенсер та експерт року — співзасновник monobank Олег Гороховський[12]
  - Найкращий керівник маркетингу — Анатолій Рогальський[13]
- Forbes Ukraine Awards[14] — співзасновника monobank Олега Гороховського визнано найкращим підприємцем України за версією Forbes Ukraine Forbes.ua
- PaySpace Magazine Awards 2023 — monobank здобув перемогу в таких номінаціях:
  - Найкраще фінтех-рішення для благодійності[15]
  - Найкращий цифровий банк[16]
  - Найкращий сервіс онлайн-ідентифікації у банках[16]
- CNBC Global Fintech 250[17] — monobank увійшов до міжнародного рейтингу ТОП-250 фінтех-компаній світу у категорії «Необанки», за версією американської медіагрупи CNBC
- Ukrainian Fintech Awards 2023[18] — monobank здобув перемогу в таких номінаціях:
- Best Neobank – найкращий необанк, що найбільше відзначився активністю в розвитку та запуску інноваційних продуктів у 2022 році
- Best Innovative Product Of The Year – найкращий інноваційний продукт, який покращив клієнтський досвід споживачів у 2022 році

### 2024 рік
- FinAwards 2024[19] — monobank здобув перемогу в таких номінаціях:
  - Найкращий мобільний банк (вже втретє поспіль)
  - Найкраща служба підтримки
  - Картка №1 в гаманці
  - Провідні технології та інновації
  - Найкращий керівник з маркетингу — Анатолій Рогальський
- PaySpace Magazine Awards 2024[15] — monobank посів перше місце в номінаціях:
  - Найкраще фінтех-рішення для благодійності
  - Найкращий цифровий банк
  - Найкращий сервіс онлайн-ідентифікації у банках
  - Найкращий керівник маркетингу — Анатолій Рогальський
- CNBC Global Fintech 250[20] —повторне включення до рейтингу найкращих ТОП-250 фінтех-компаній світу в категорії «Необанки» від американської медіагрупи CNBC.

### 2025 рік
- FinAwards 2025[21] — monobank отримав перемогу в номінації:
  - Найкращий банк для клієнтів ФОП

## Заснування
Робота над продуктом monobank розпочалася в січні 2017 року. З 17 жовтня по 22 листопада того ж року сервіс працював у режимі бета-тестування, в якому взяли участь понад 17 тисяч користувачів. Розробником виступила компанія Fintech Band (Фінтех Бенд), заснована колишніми топ-менеджерами ПриватБанку: Олегом Гороховським, Михайлом Рогальським та Дмитром Дубілетом. 
Офіційний запуск monobank відбувся 22 листопада 2017 року. Проєкт був створений спільно групою ІТ-компаній mono та Universal Bank, який є частиною групи «ТАС», заснованої у 1998 році українським бізнесменом Сергієм Тігіпком. Група «ТАС» входить до числа найбільших фінансово-промислових груп України, з активами у банківському, страховому, промисловому та девелоперському секторах.

### 2018 рік
Запустили Shake2Pay — щоб переказати гроші, достатньо просто потрясти телефоном поруч із іншим. Ніяких номерів карток чи контактів — пристрої знайдуть одне одного самі й відкриють P2P-переказ. Зручно, швидко, без зайвої взаємодії, особливо з людьми, які не в контактній книзі. 
У серпні 2018 року monobank запровадив депозитний продукт під назвою «Спортивний». За умовами цього депозиту, вкладник повинен був проходити щодня 10 тисяч кроків протягом усього періоду депозиту, щоб отримати підвищену процентну ставку. Спочатку ставка становила 21% річних, але згодом була знижена до 17%. Якщо клієнт не виконував встановлену норму кроків протягом чотирьох днів поспіль, ставка знижувалася до 15% (спочатку — 12%). Цей продукт був спрямований на заохочення здорового способу життя серед клієнтів банку.
У листопаді 2018 року анонсували випуск преміальної металевої картки під назвою IRON. Картка IRON виготовлена з унікального сплаву сталі та вінілу, важить 22 грами та підтримує технологію NFC для безконтактних платежів.

### 2019 рік
У вересні 2019 року Дмитро Дубілет, співзасновник monobank та компанії Fintech Band, залишив проєкт у зв'язку з призначенням на посаду міністра Кабінету Міністрів України в уряді Олексія Гончарука. На новій посаді він працював над впровадженням електронних сервісів та скороченням бюрократичних процедур. 
Того ж місяця, 25 вересня 2019 року, monobank запровадив розділ «Нагороди» у своєму мобільному застосунку. Ця функція надає користувачам анімовані значки з котами за різноманітні досягнення. Наприклад, перша нагорода «Знайомство» надається за повне заповнення профілю, включаючи додавання електронної пошти, месенджера та фотографії. Інші нагороди можуть передбачати більш специфічні дії, такі як оплата комунальних послуг, здійснення покупок в інтернеті або запрошення друзів приєднатися до monobank.
11 жовтня monobank став першим банком у Європі, який випустив платіжну картку без нанесеного номера, CVV-коду та дати закінчення. Всі дані картки доступні лише в мобільному застосунку, що значно зменшує ризики шахрайства у випадку втрати фізичної картки.

### 2020-2021 роки
У березні 2020 року monobank розпочав випуск дитячих карток для дітей віком від 6 до 14 років. Оформити таку картку можуть лише батьки, які є клієнтами банку. Особливістю дитячої картки є функція батьківського контролю, що дозволяє встановлювати ліміти на різні операції, такі як зняття готівки, поповнення картки третіми особами, витрати на розваги, покупки в інтернеті. Це дає батькам можливість контролювати фінансові витрати своїх дітей та навчати їх фінансової грамотності.
19 жовтня 2021 року про запуск функції отримання eSIM від оператора lifecell безпосередньо через мобільний застосунок monobank. Ця послуга дозволяє користувачам встановлювати eSIM в один клік на пристроях iOS або через QR-код на Android. Перевагами eSIM є відсутність фізичної SIM-картки, захист від фізичних пошкоджень та можливість керування номером через застосунок monobank, включаючи зміну тарифів та налаштування регулярних платежів на поповнення рахунку.

### 2022 рік
У січні 2022 року monobank планував запустити сервіс для торгівлі акціями, орієнтований на некваліфікованих інвесторів. Передбачалося, що користувачі зможуть інвестувати суми від $10 до $50 тисяч у акції компаній, що входять до індексу S&P 500. Для цього було розроблено окремий додаток під назвою mono invest, бета-тестування якого розпочалося 24 січня 2022 року. Проте через початок повномасштабної війни в Україні 24 лютого 2022 року торгівля акціями була тимчасово призупинена за рішенням Національної комісії з цінних паперів та фондового ринку.
14 вересня 2022 року співзасновник monobank Олег Гороховський повідомив про рішення видалити російську мову з інтерфейсу застосунку.

### 2023 рік

mono кіт

monobank оновив систему винагород, додавши аватара Кота. Кожен клієнт отримав власного персонажа — Кота, якого потрібно вдягнути. Це може бути капелюх, окуляри, одяг або унікальна шкіра.
В жовтні monobank спільно з торговою мережею супермаркетів АТБ запустили ко-бренд картку mono x АТБ. Картка надає додаткові знижки на товари від АТБ та кешбек на продукти від mono.

### 2024 рік
Оновлення мобільного застосунку: Навесні 2024 року monobank представив оновлену версію свого мобільного застосунку — monobank 2.0. Це оновлення було зумовлене розширенням функціоналу та банківських продуктів, що вимагало змін у дизайні та структурі інтерфейсу для зручності користувачів. 
У вересні 2024 року monobank спільно з мережею автозаправних комплексів WOG запустили функцію Shake2Pay, що дозволяє клієнтам здійснювати швидку та безконтактну оплату пального безпосередньо через мобільний застосунок monobank. Для використання цієї функції користувачеві необхідно відкрити застосунок, потрясти смартфон для активації Shake2Pay, обрати відповідну АЗК WOG, вказати номер колонки, тип та кількість пального, після чого здійснити оплату. Ця інтеграція спрощує процес заправки, дозволяючи уникнути черг та безпосереднього контакту з персоналом. 
Крім того, monobank додав можливість підключення картки лояльності PRIDE від WOG до свого застосунку. Це дозволяє клієнтам накопичувати та використовувати бонуси безпосередньо через інтерфейс monobank.
monobank запустив Групові витрати за аналогією Split Wise. Найпростіший спосіб ділити витрати з друзями та родиною й не тримати в голові «хто кому винен». Ідеальний інструмент для поїздок, коли платять різні люди. А ще є зручні нагадування про борг для тих, хто ще не розрахувався.
Запуск власного маркетплейсу: 21 жовтня 2024 року monobank відкрив власний маркетплейс під назвою «market by mono». На старті платформа пропонувала близько 20 000 товарів у категоріях гаджетів, смарт-електроніки та комп'ютерної техніки від партнерів, таких як Moyo, КТС та Click. Покупці отримали можливість порівнювати ціни від різних продавців та здійснювати покупки без переплат за допомогою програми «Покупка частинами».
У листопаді monobank зʼявився в легендарній українській грі S.T.A.L.K.E.R. 2: Heart of Chernobyl Ultimate Edition. У самій грі є великодки від monobank: наліпка кота та звуки оплати. Проєкт також розробив унікальні «сталкерські» скіни та аватар для клієнтів, які зроблять покупку у грі.

## Концепція та огляд
monobank – банк у телефоні. Пропонує всі банківські послуги через мобільний застосунок без необхідності відвідування відділень. Реєстрація відбувається за 2 хвилини, документи надаються через застосунок Дія або фото фізичного паспорту. Банкінг працює на базі ліцензії Universal Bank і зосереджений на інноваціях, зручності та прозорості для клієнтів. Для деяких операцій (внесення/отримання готівки в іноземній валюті) обслуговування здійснюється через каси Universal Bank або банків-партнерів: А-Банку.
Кешбек є однією з переваг monobank: програма кешбеку дозволяє клієнтам щомісяця обирати дві категорії для отримання повернення частини витрат — до 20 % від суми покупок у цих категоріях. Додатково клієнтам доступний партнерський кешбек із необмеженою кількістю категорій, який надає фіксований відсоток повернення. У деяких випадках для партнерського кешбеку передбачено максимальну суму або кількість транзакцій, що робить програму вигідною для широкого кола користувачів.

## Банка
Банка — сервіс накопичень від monobank, запущений у 2019 році. Функція дозволяє користувачам відкладати гроші на окремий рахунок із повсякденних витрат та використовувати їх для запланованих покупок. 
Спільні накопичення були впроваджені одночасно, дозволяючи поповнювати Банку іншої людини за посиланням. Функція була розроблена для збору коштів на подарунки та спільні покупки, але на початковому етапі мала низьку популярність через незручний процес поповнення.  
У 2022 році, після початку повномасштабної війни, Банка несподівано набула широкого використання для збору коштів на військові та гуманітарні потреби. Посилання на Банку виявилося швидшим і зручнішим за традиційні реквізити фондів. 
У відповідь на зміну сценарію використання monobank спростив процес поповнення, додавши Apple Pay, Google Pay, можливість поповнення з карток інших банків без комісій та унікальний номер картки для кожної Банки. Це зробило сервіс ключовим інструментом збору коштів в Україні.
Щодня сервіс вдосконалюється: додано розіграші серед донатерів, віджети для смартфонів, шаблони для соцмереж, реквізити IBAN. 
У травні 2024 року monobank створив функцію «Дружні збори». Це формат, коли багато людей збирають кошти на одну ціль, поділивши загальну суму збору між собою на свої маленькі Банки. Різниця в тому, що відтепер це офіційна функція, яка дозволяє позбутися мікроменеджменту: організаторам «Дружніх зборів» не треба перейматися, чи всі друзі переказали зібране. А якщо людині відгукнувся збір, то вона може доєднатися навіть без участі організатора.

## monoбізнес
22 липня 2024 року запустився monoбізнес. Це повністю дистанційне відкриття рахунку для юридичних осіб із безкоштовними платежами на рахунки будь-яких банків і єдиний тариф ₴1000/міс. Клієнти отримують 14% річних на залишок коштів від ₴100 000 протягом дня  (відсоткова ставка залежить від облікової ставки НБУ).

### Особливості послуги:
- Єдиний застосунок mono, у якому об’єднано особисту картку та бізнес-рахунок.
- Простий бізнес-кабінет
- Прозорий фінансовий моніторинг

- Гра «Косинка» для бухгалтерів

Для відкриття рахунку в monoбізнес необхідно отримати персональне запрошення або залишити заявку на офіційному сайті. У вересні 2024 року було представлено зручний кабінет бухгалтера з вбудованою грою «Пасьянс».

## market by mono
У жовтні 2024 року презентували вбудований маркетплейс у мобільному застосунку, що дозволяє клієнтам зручно здійснювати покупки. Особливістю є можливість придбання будь-якого товару через послугу «Покупка Частинами»

## Колаборації
monobank — перший український мобільний банк, відомий своїми креативними підходами до маркетингу. Крім фінансових продуктів, проєкт активно реалізує партнерські колаборації з українськими брендами у різних сферах — від харчових продуктів до ювелірних прикрас.

### Пиво 2085 х mono
Однією з перших неочікуваних колаборацій стало пиво під брендом mono. Обмежена серія напою використовувалась у промоціях та розіграшах серед клієнтів, слугуючи інструментом емоційної залученості авдиторії.

### Живчик × mono
У 2024 році вийшла брендована серія популярного українського напою «Живчик», оформлена у стилістиці mono зі спеціально розробленим смаком валеріани. У межах кампанії проходили розіграші, а напій можна було придбати безпосредньо в застосунку на market by mono.
У квітні 2025 року вийшла нова лімітована серія — «Живчик» з екстрактом лаванди. Продукт зберіг характерну айдентику бренду mono та отримав оновлений дизайн із весняною тематикою. Напій доступний, зокрема, у сервісі market by mono (у застосунку monobank) та в супермаркетах мережі «АТБ».

### Корм для тварин
У рамках кампанії з підтримки тварин monobank випустив спільно з мультимаркетом Аврора лінійку корму для котів. Одна гривня з кожної пачки була спрямована на допомогу фонду UAanimals.

### Guzema Jewelry × mono
У 2024 році банк презентував прикрасу, створену спільно з українською ювелірною дизайнеркою Валерією Гуземою. Це була підвіска з символікою monobank у сріблі та золоті. Частина прибутку від продажів спрямовувалась на благодійність.

### Gunia Project × mono
Ще однією дизайнерською колаборацією стала співпраця з Gunia Project — брендом сучасного українського декоративно-ужиткового мистецтва. Спільно було створено брендовану миску для котів, натхненну естетикою українських ремесел. Виріб об’єднав любов до котів — невід’ємної частини айдентики monobank — і культурну місію Gunia Project.

## Благодійні збори
monobank разом із партнерами ініціював масштабні благодійні збори, які вкотре підтвердили єдність українців та їхню здатність допомагати країні у найскладніші часи.  
- Лютий: Спільно з Ігорем Лаченком, Сергієм Стерненком та платформою UNITED24 було зібрано 309 млн грн на придбання 35 морських дронів Sea Baby, які значно посилять захист українських портів і прибережних територій.
- Червень: Разом із Фондом Сергія Притули та Спільнотою Стерненка зібрано 160 млн грн на закупівлю 1000 приладів нічного бачення (ПНБ), що стануть критично важливими для ефективності українських воїнів у нічних операціях.
- Липень: Проведено масштабний збір 300 млн грн на відновлення Національної дитячої лікарні Охматдит, яка забезпечує життєво важливу медичну допомогу дітям навіть у складних умовах війни.
- Серпень: У співпраці з Atlas (одним з найбільших музичних фестивалів України) та платформою UNITED24 зібрано 100 млн грн на закупівлю наземних і повітряних дронів, які значно підвищать спроможність української армії виконувати розвідувальні та тактичні завдання.
- Листопад: До Дня народження monobank зібрано 50 млн грн, які передано Благодійному Фонду Сергія Притули для закупівлі сучасних дронів, необхідних для ведення бойових операцій.
- Грудень: Щорічна Ялинка в застосунку monobank принесла 72 млн грн, які спрямували на допомогу трьом бригадам:  
  - Хартія
  - 117 окремій механізованій бригаді (ОВМБр)
  - 53 окремій механізованій бригаді (ОМБр)

Лише за 2024 рік monobank разом із партнерами зміг залучити понад 991 млн грн, спрямованих на підтримку армії, медичних закладів та соціальних ініціатив. Кожна гривня стала частиною великої спільної роботи, спрямованої на Перемогу України.

## Кібератаки
У серпні 2024 року monobank зазнав безпрецедентної DDoS-атаки, яка тривала три дні та складалася з понад 7,5 мільярда запитів.
Співзасновник банку Олег Гороховський повідомив, що до відбиття атаки долучилися фахівці Amazon Web Services (AWS) та українські спецслужби.
Завдяки злагодженій роботі команди та партнерів, обслуговування клієнтів не припинялося, а сервіси банку залишалися доступними.
Раніше, у січні 2024 року, monobank також відбив масштабну DDoS-атаку обсягом 580 мільйонів запитів. 

## Заходи кібербезпеки
Ці інциденти підкреслюють важливість кібербезпеки для банку. monobank впровадив низку заходів для посилення захисту, зокрема:  
Використання стандарту безпеки PCI-DSS на всіх етапах обробки даних банківських карток.  
Запровадження посиленого 3D Secure для підтвердження платежів через захищений канал зв'язку з застосунком, що усуває потребу в незахищених SMS-повідомленнях.  
Використання нативних механізмів захисту iOS та Android у мобільному застосунку для забезпечення максимального рівня безпеки.